# Contarinia anthophthora
Contarinia anthophthora är en tvåvingeart som först beskrevs av Löw 1880.  Contarinia anthophthora ingår i släktet Contarinia och familjen gallmyggor. Inga underarter finns listade i Catalogue of Life.